# Hederorkis
Hederorkis es un género que tiene asignada unas dos especies de orquídeas. Se encuentran en la costa oeste del Océano Índico.

## Especies deHederorkis
- Hederorkis scandens  Thouars (1822)
- Hederorkis seychellensis  Bosser  (1976